# Bojana Radulovics
Bojana Radulovics (serbiska: Бојана Радуловић), född 23 mars 1973 i Subotica i dåvarande SFR Jugoslavien, är en ungersk före detta handbollsspelare (högernia). 
Ofta uppfattas hon som en av de bästa spelarna genom tiderna och hon utsågs till världens bästa handbollsspelare 2000 och 2003 av IHF. Hon var med och tog OS-silver 2000 i Sydney. På klubbnivå vann hon, förutom många inhemska framgångar, alla större europeiska cuper, inklusive EHF Champions League 1999. Hon vann ytterligare en silvermedalj vid VM 2003 i Kroatien. Vid EM 2004, som spelades på hemmaplan, fick Radulovics en bronsmedalj efter att Ungern slagit Ryssland med 29–25 i matchen om tredje pris.

## Klubblagskarriär
Radulovics började sin karriär som tonåring i sin hemstad. Hon började sin professionella karriär i ŽRK Radnički Belgrad, med vilken hon vann1990–1991. Senare flyttade hon till spanska klubben Mar Valencia. Hon flyttade sedan till Ungern där hon skulle spela största delen av sin karriär och bli ungersk medborgare. Caola SE hette hennes klubb i ungerska ligan. Hon blev skyttekung i den ungerska förstaligan säsongen 1994/95.

### Dunaferr
Efter bara en säsong på Caola SE värvades hon av Dunaferr. Hon blev en nyckelspelare i Dunaferr med sin kreativitet, sina passningar och sin skottförmåga. 1998 vann  Dunaferr EHF-cupen säsongen 1997/1998, det ungerska mästerskapet och den ungerska cupen. Radulovics kom trea i skytteligan  med 170 mål. Genom den ungerska mästerskapstiteln kvalificerade sig Danuferr för EHF Champions League  1998/1999 och klubben vann  finalen mot RK Krim Ljubljana. Radulovics vann också EHF Champions Trophy 1998–1999.Med Dunaferr vann hon fem mästerskap och fem cuper. i Ungern, År 2001 blev hon hedersmedborgare i Dunaújváros.

### Györi
I mars 2006 meddelade Radulovics att hon ville avsluta sin handbollskarriär, men hon fick ett erbjudande från Győri  ETO KC och skrev på ett ettårskontrakt.  Den 8 oktober 2006 skadade hon axeln, Efter flera månader  kunde hon spela igen och vann sin sjätte ungerska cup med Győri. Efter säsongen förnyade hon inte sitt kontrakt och avslutade sin handbollskarriär. 

### Comeback
I september 2009 rapporterade ungerska medier först om att Radulovics skulle göra comeback för sin tidigare klubb Dunaferr, som hade bytt namn till Dunaújvárosi Kohász Kézilabda Akadémia. Anledningen till denna comeback var förlusten av många spelare av ekonomiska skäl. Detta rykte var sant  och hon spelade sin första match efter en tvåårig paus den 18 september 2009 mot Hunnia KSK och gjorde 5 mål.  Säsongen 2010–2011, vid 38 års ålder, slutade hon på 12:e plats i den ungerska ligan. Den 10 augusti 2011, på inrådan av sin läkare, avslutade hon sin professionella handbollskarriär för att koncentrera sig helt på sitt arbete i handbollsakademin.
Dunaújváros kommunfullmäktige utsåg Radulovics 2010 till ansvarig för den kvinnliga sektionen av den nygrundade handbollsakademin Dunaújvárosi Kohász Kézilabda Akadémia, som öppnades  i september 2011 i samarbete med den lokala skolan. 

## Landslagskarriär
Radulovics hade spelat 70 matcher för Serbien och Montenegross landslag, då hon 1999, efter att ha fått ungerskt medborgarskap,  bestämde sig för att representera Ungern. Hon debuterade 25 juli 2000 mot Frankrike och deltog i de olympiska spelen samma år och vann silvermedaljen efter att ha förlorat mot Danmark i finalen. I kvartsfinalen mot Österrike räddade hennes mål resultatet till oavgjort under ordinarie tid. Ungern kom tillbaka från ett fyramålsunderläge med bara fem minuter kvar av matchtiden. På övertid vann ungrarna matchen 28–27. Dagen efter i semifinalen besegrade de Norge enkelt 28–23. Ungerrn mötte Danmark i finalen. Det ungerska laget spelade utmärkt och ledde klart, men drabbades av en måltorka i slutet av matchen och förlorade. Men Radulovics, som slutade fyra i skytteligan med 55 mål, blev uttagen till turneringens All Star-Team. Hon blev årets ungerska handbollsspelare och IHF utsåg henne till Världens bästa handbollsspelare 2004.
På grund av en knäskada missade hon EM 2000. Ungern vann då EM-guld. Hon opererades för sin skada och kom tillbaka hösten 2001, inför VM. Alla förväntade sig att hon skulle upprepa tidigare spel, men en fotledsskada tvingade henne att lämna planen mot Spanien, och hon var tvungen att vara åskådare resten av turneringen, där Ungern slutade på en sjätte platsen.
På grund av sin skada och senare mammaledighet höll sig Radulovics borta från handbollen fram till 2003. Hon återvände till landslaget i VM 2003 med stil och gjorde nio mål mot Rumänien och åtta mot Sydkorea på vägen till finalen, där Ungern mötte Frankrike. Ungrarna dominerade matchen fram till 50 minuter, men det franska laget kämpade sig tillbaka och vid 28–27 dömde domaren  straff när tiden var slut. Leila Lejeune missade inte 7-metersskottet. Matchen slutade på övertid, där Ungern, trots Radulovics 13 mål, förlorade med 32–29. Med ett rekord genom tiderna på 97 mål toppade Radulovics skytteligan, och valdes till All-Star-Team i världsmästerskapet.
Hon var i toppform vid OS 2004  igen och gjorde hela 54 mål, turneringens bästa målskytt. Ungern slutade femma efter två små förluster mot Ukraina (22–23) och Frankrike (23–25). I placeringsmatchen mot Spanien, bidrog hon  med tio mål till 38–29-segern. Den 18 oktober 2004 dekorerades hon med Sport Stars Award, ett pris som delas ut till de största individerna inom deras respektive sporter. Totalt 54 idrottare uppmärksammades på galakvällen, som hölls i Olympiska museet i Lausanne. Utmärkelsen delade hon med flerfaldiga världs- och OS-mästaren i stavhopp Jelena Isinbajeva, tennisstjärnan Roger Federer och bordtennisspelaren Jan-Ove Waldner, basketspelaren Pau Gasol och den ungerska moderna femkamparen Zsuzsanna Vörös.
Radulovics sista stora mästerskap var EM 2004. Hon avslutade sin internationell karriär efter turneringen. Radulovics fick nöja sig med brons efter att Ungern förlorat mot Norge i semifinalen. och slagit Ryssland i matchen om tredje pris. Det ungerska laget inledde med  tre segrar och vann enkelt sin inledande grupp. Radulovics spelade bra särskilt mot Österrike, och nätade 13 gånger. Under huvudrundan fortsatte Ungern spela med hög kvalitet, men förlorade med ett mål mot Danmark, vilket kostade dem topplaceringen i gruppen och fick möta Norge i semifinalen. Radulovics gjorde tio mål mot Norge som leddes av Gro Hammerseng. men det räckte inte för resten av laget underpresterade och Ungern förlorade klart med 29–44. Den 19 december 2004, i bronsmatchen mot Ryssland, bar Radulovics landslagströjan för allra sista gången. Hon lade tolv mål och passerade Tatjana Logvin på listan över målskyttar och vann skytteligan med 72 mål.